# Gnamptogenys trigona
Gnamptogenys trigona är en myrart som först beskrevs av Carlo Emery 1906.  Gnamptogenys trigona ingår i släktet Gnamptogenys och familjen myror. Inga underarter finns listade i Catalogue of Life.